# بارونيتات هاردي

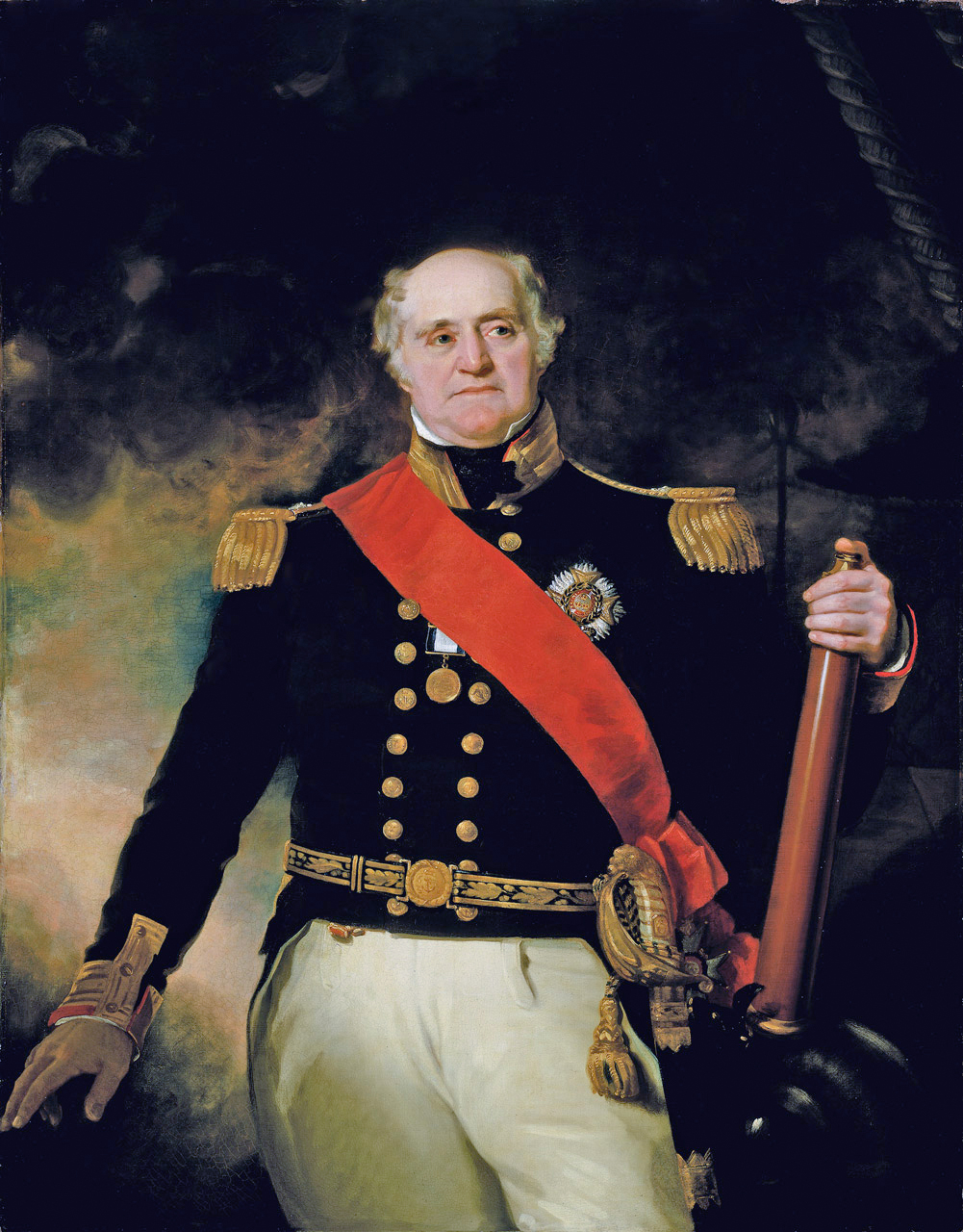
السير توماس هاردي ، البارون الأول

تم إنشاء اثنين من البارونيتات للأشخاص الذين يحملون لقب هاردي ، وكلاهما في المملكة المتحدة. انقرضت البارونة الأولى عند وفاة البارونة الأولى في عام 1839 وانقرضت الثانية عند وفاة البارونة الخامسة في عام 2017.
تم إنشاء بارونات هاردي ، من قبل البحرية في بارونيتج المملكة المتحدة في 4 فبراير 1806 للقائد البحري البارز نائب الأدميرال توماس هاردي. انقرض العنوان عند وفاته عام 1839.